# Домаљевац
Домаљевац је насељено место у Босни и Херцеговини, у општини Домаљевац-Шамац, чије је уједно и административно средиште. Административно припада Федерацији Босне и Херцеговине, односно њеном Посавском кантону. Према попису становништва из 2013. у насељу је живело 3.295 становника, а већину популације чине Хрвати.

## Становништво
По последњем попису становништва из 2013. године, у насељу Домаљевац  је живело 3.295 становника. Апсолутну већину у селу чине Хрвати.
| Националност       | 2013.          | 1991.          | 1981.          | 1971.          |
| Хрвати             | 3.248 (98,60%) | 4.072 (98,07%) | 3.836 (95,68%) | 3.675 (99,35%) |
| Срби               | 16 (0,50%)     | 20 (0,48%)     | 17 (0,42%)     | 12 (0,32%)     |
| Југословени        | ―              | 31 (0,75%)     | 98 (2,44%)     | 2 (0,05%)      |
| Бошњаци            | 14 (0,40%)     | 7 (0,17%)      | 0              | 0              |
| остали и непознато | 17 (0,50%)     | 22 (0,53%)     | 58 (1,45%)     | 10 (0,27%)     |
| Укупно             | 3.295          | 4.152          | 4.009          | 3.699          |